# نظرية رياضية
مصطلح نظرية رياضية يستخدم للإشارة إلى أحد فروع الرياضيات.
وهناك نظرية يمكن أن يكون هيئة المعرفة، وهكذا في هذا المعنى «نظرية رياضية» يشير إلى مجال البحوث الرياضية.